# Перець чорний
Чо́рний пе́рець  (Piper nigrum) — напівздерев'яніла вічнозелена ліана завдовжки до 15 м. Листя великі, подовгасті, м'ясисті, зверху темно-зелені, знизу зеленувато-сизі. Квіти дрібні, сірувато-жовтого забарвлення, зібрані в дрібні сережки. Плід ⁣ — ⁣кістянка, яка при дозріванні, залежно від сорту, спочатку набуває зеленого, потім червоного, жовтого чи темно-коричневого кольору. Ліана цвіте двічі на рік.
Родом рослина з Індії. Культивують її в багатьох країнах з тропічним кліматом. Перець чорний здавна мав попит в країнах Сходу, Греції, Римі, а потім і в Європі. Його цінували на вагу золота. Основним експортером чорного перцю є Індонезія, меншою мірою — країни Індокитаю та Індія.
Загальновідома спеція, товарний чорний перець — це висушені недозрілі плоди близько 3-5 мм в діаметрі, зі зморшкуватою поверхнею, червоно-бурого чи чорного забарвлення. Властивий смак перцю обумовлений присутністю в ньому ефірної олії, а гострота смаку — алкалоїдів піперину та метилпірліну. Окрім того, в чорному перці знайдені азотисті речовини, крохмаль, жир, клітковина, смоли та вітамін С. Здавна люди використовували перець для зміцнення нервів та пам'яті. В народній медицині його застосовують від простуди, при бронхіальній астмі. Вважається, що подрібнений перець, змішаний з медом, добре очищає легені та бронхи. Іноді його використовують для підвищення апетиту, покращення травлення їжі. Чорний перець є універсальною спецією.
Горошок чорного перцю широко застосовують в цілому та меленому виді для приготування перших та других страв — овочевих, м'ясних та рибних. Використовують його також при приготуванні заливного з м'яса, риби, маринадів та соусів. Повністю дозрілі плоди (жовті чи червоні) — сировина для виготовлення білого перцю. Їх вимочують в морській чи вапняковій воді, чи ферментують на сонці 7-10 днів, доки м'якоть не почне відставати від кісточки. Перець виготовлений останнім способом, ароматніший. Білий перець цінується більше за чорний. На смак він менш гострий, а по запаху — більш ароматний та тонкий. Білий перець використовують як спецію, але в супи та салати його не кладуть; частіше його використовують для ароматизації виробів з телятини.

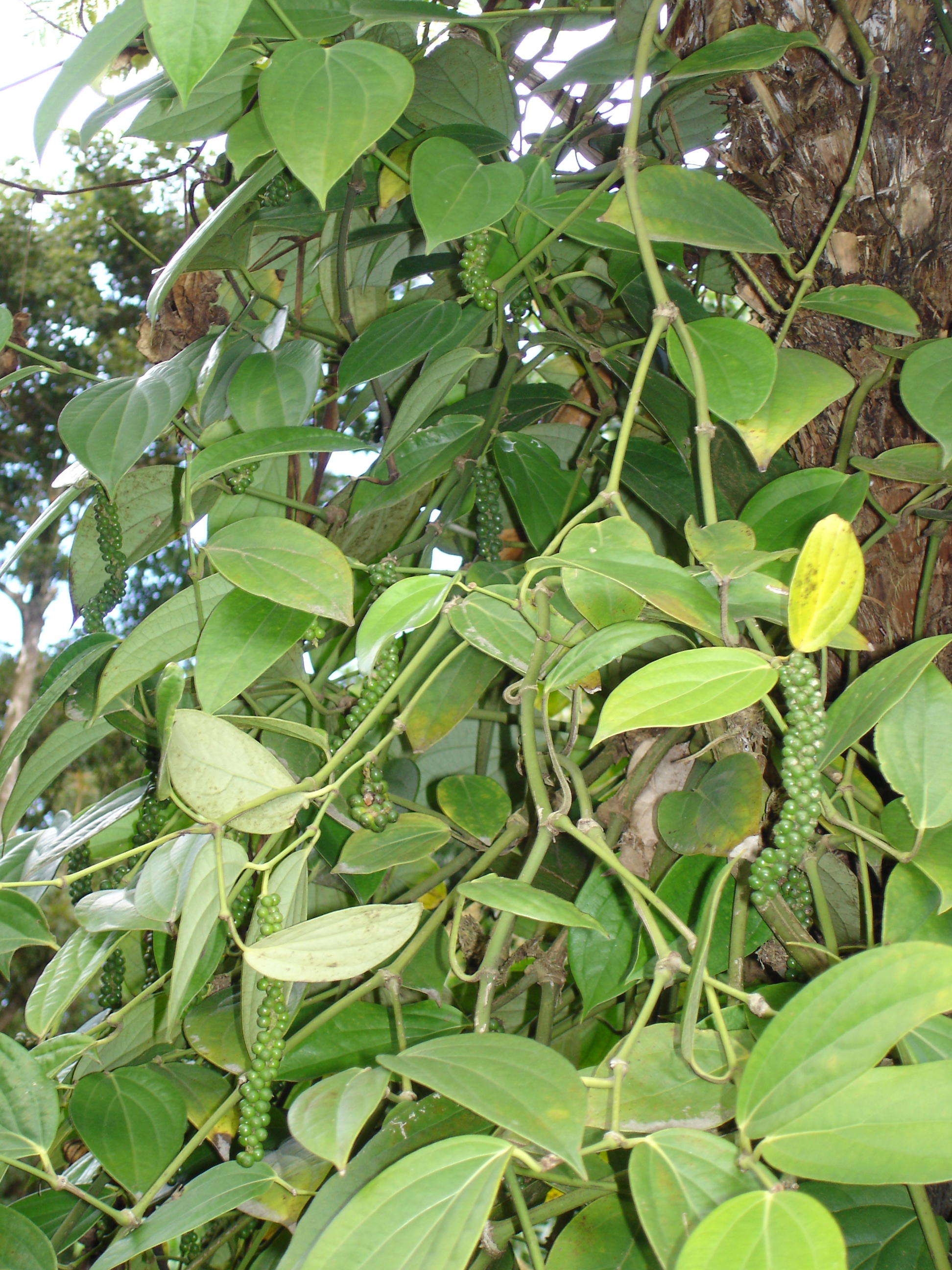
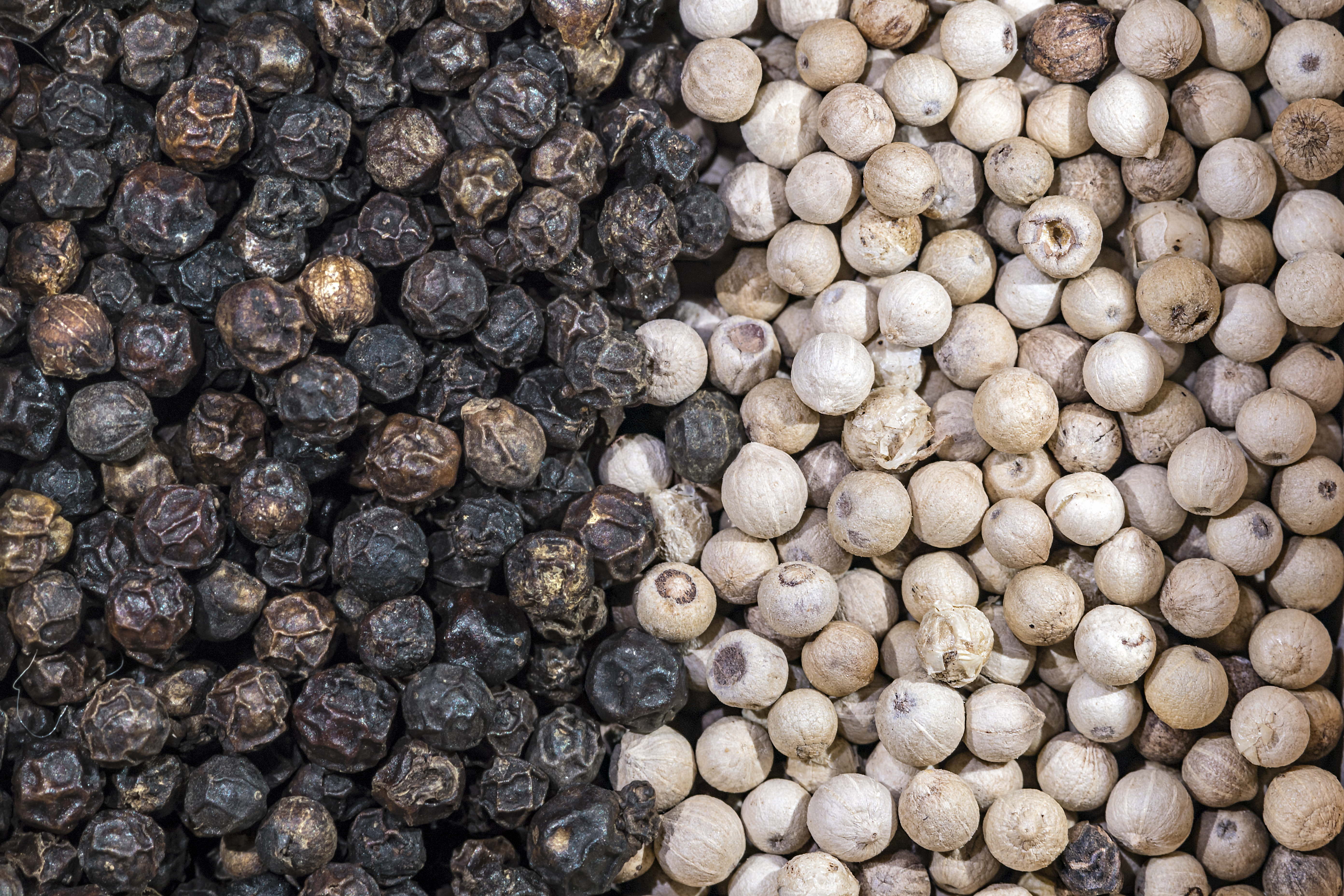
Зерна чорного та білого перцю
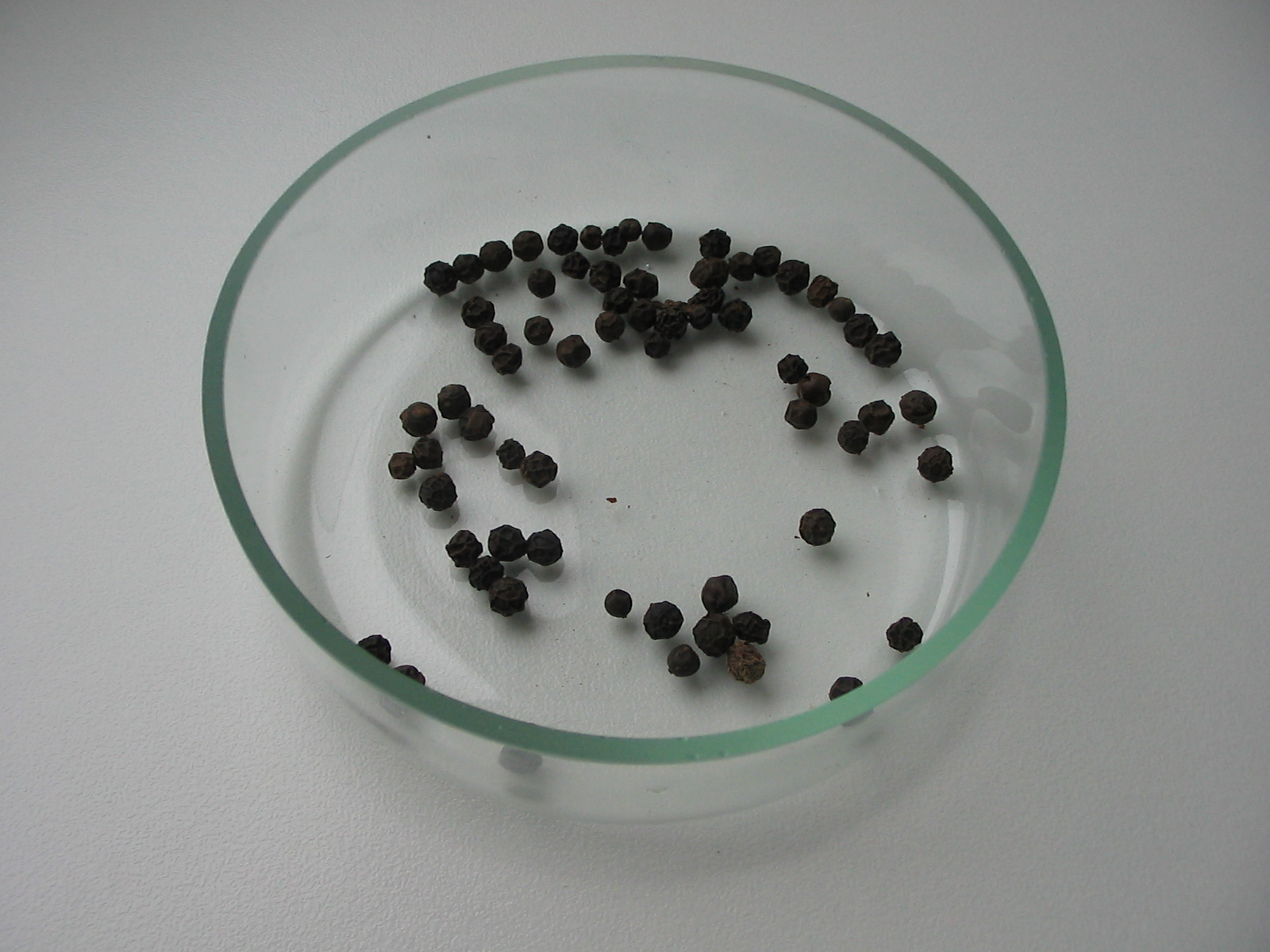
Зерна чорного перцю